# Миллий бог (станция метро)
«Миллий бог» (узб. Milliy bog’ — Национальный парк) — станция Ташкентского метрополитена.
Пущена в эксплуатацию 6 ноября 1977 года в составе первого участка Чиланзарской линии «Сабир Рахимов» — «Октябрьской Революции».
Расположена между станциями «Новза» и «Дружба Народов».

## История
До 1 мая 1992 называлась «Комсомольской», после чего была переименована в «Ёшлик» («Молодёжная»).
Современное название станции было присвоено 10 октября 2005 года.

## Характеристика
Станция : колонная, трехпролётная, мелкого заложения с двумя подземными вестибюлями.
Южный вестибюль закрыт с 1992 года. 29 августа 2024 года началось его восстановление.

## Оформление
Стены станции облицованны красным гороховским мрамором, изначально путевые стены были украшены геральдическими медными вставками и художественными панно, на которых были отображены боевые и трудовые подвиги комсомола (художники : Б. Джалалов, Р. Немировский), в настоящее время части панно демонтированы.
Колонны облицованы розовым газганским мрамором с уширенными ригелями в виде арок, оформленных резьбой по ганчу (А. Султанов).
Стены переходов и вестибюлей облицованы розовым газганским мрамором.
Пол выложен серыми и чёрными гранитными плитами.